# Агуа Гранде
А̀гуа Гра̀нде (на португалски: Água Grande, изговаря се по-близко до Агуа Гранди) е един от 7-те окръга на Сао Томе и Принсипи. Разположен е на остров Сао Томе. На територията на Агуа Гранде е разположена столицата на Сао Томе и Принсипи – град Сао Томе. Площта му е 16,5 квадратни километра, а населението – 80 908 души (по изчисления за май 2020 г.). В окръга има няколко училища, болница, летище, стадион, няколко площади и пристанище. Има също красиви плажове и много църкви.
Изменение на населението на окръга
- 1940 8431 (13,9% от цялото население)
- 1950 7821 (13,0% от цялото население)
- 1960 9586 (14,9% от цялото население)
- 1970 19 636 (26,6% от цялото население)
- 1981 32 375 (33,5% от цялото население)
- 1991 42 331 (36,0% от цялото население)
- 2001 51 886 (37,7% от цялото население)